# Heladería Coromoto
Heladería Coromoto, voornamelijk bekend als Coromoto, is een ijssalon in Mérida, Venezuela, bekend voor het aanbieden van 860 smaken, officieel een wereldrecord volgens het Guinness World Records. Coromoto werd opgericht door Manuel da Silva Oliveira.

## Geschiedenis

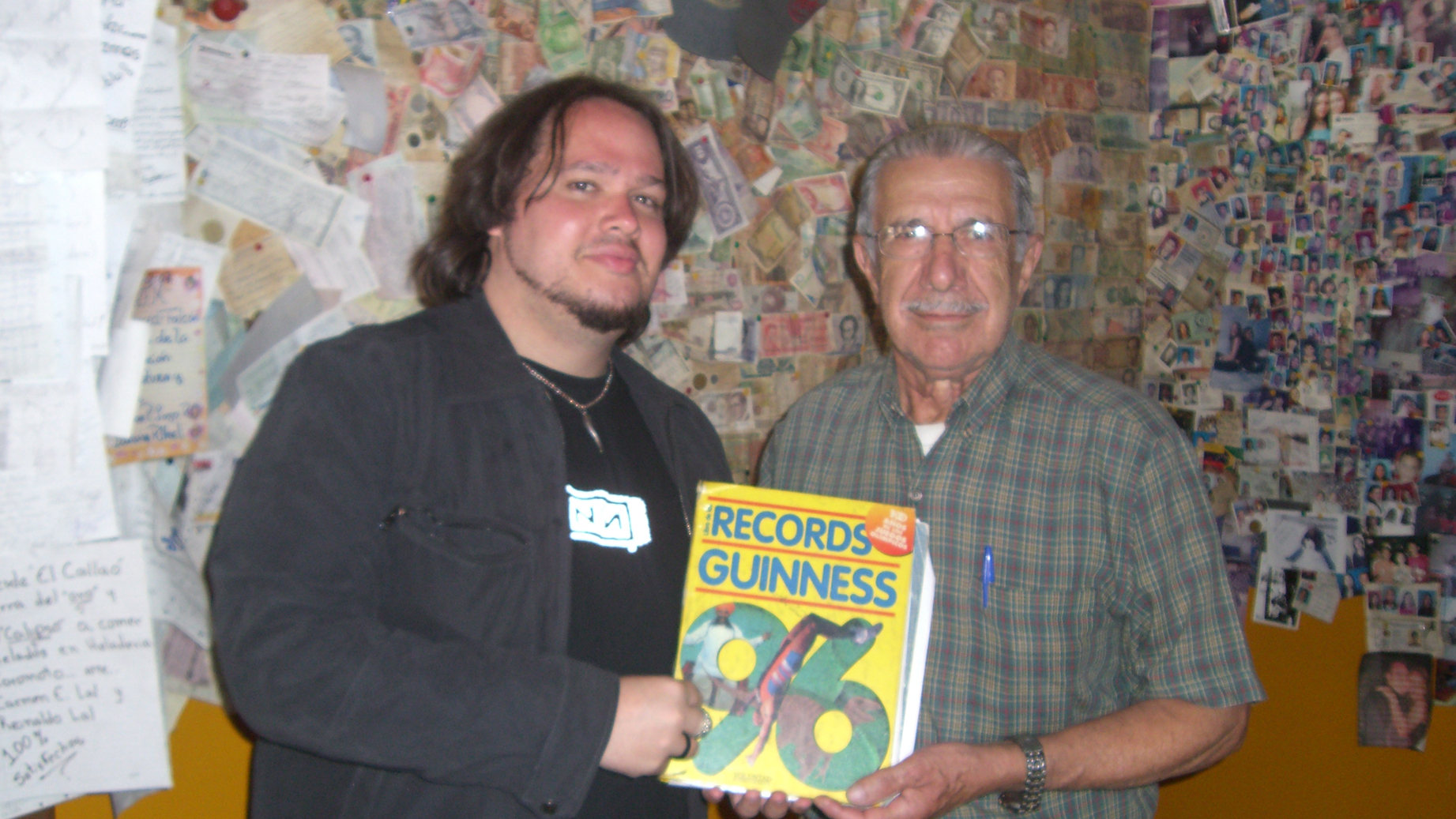
Rechts oprichter Oliveira.

Heladería Coromoto werd opgericht in 1980 of 1981 door Manuel da Silva Oliveira, een immigrant uit Portugal. Voorheen werkte Oliveira als een werknemer voor "de grote ijsbedrijven". Hier stopte hij mee en startte Coromoto omdat hij ijssmaken wilde maken die meer bij mensen zouden passen. De salon begon met vier veelvoorkomende smaken: vanille, aardbei, chocola en kokosnoot. Hij begon te experimenteren toen zijn avocado smaak, die hij maakte voor zijn uniekheid, een succes werd. Met de tijd maakte hij al z'n 593e smaak genaamd "Chipi Chipi", naar zijn ingrediënt van een zoutwater schelpdier. Zijn naam werd opgenomen in het Guinness Book of Records. In 2006 opende het bedrijf zijn eerste franchise, genaamd "Coromoto" bij Portimão op de Zuidelijke kust van Portugal en 297 kilometer ten Zuiden van de hoofdstad Lissabon. Het werd geopend door zijn oudste zoon, ook genaamd Manuel Da Silva Oliveira, en Oliveira verdeelt daarom zijn tijd tussen Venezuela en Portugal.